# Decatur (Georgia)
Decatur è una città degli Stati Uniti d'America, situata nella contea di DeKalb nello Stato della Georgia.